# Edy
Pour les articles homonymes, voir Edy (homonymie).
Pour plus de détails, voir Fiche technique et Distribution.
Edy est un film français de Stéphan Guérin-Tillié sorti en 2005.
Le film fut un échec, avec seulement 12 000 entrées.

## Synopsis
Edy (François Berléand) est un agent d'assurance véreux qui, élevé aux méthodes peu orthodoxes de Louis, organise avec la complicité de certains de ses clients des meurtres déguisés en accident afin de toucher les polices d'assurance. Un soir, alors qu'Edy doit effectuer un de ses sinistres forfaits, il est pris d'une crise de névrose et tue son « client » avec son propre revolver. Quelques jours plus tard, à la suite d'une agression dans le RER, il refait usage de cette arme en menaçant ses agresseurs qui le passent à tabac, lui prennent son arme et tuent avec le conducteur du RER. Les policiers chargés de l'enquête, après analyse balistique, rapprochent les deux meurtres. Edy est alors suspecté et sa combine menace d'être dévoilée…

## Fiche technique
- Réalisation : Stéphan Guérin-Tillié
- Production :
  - Producteur : Frédéric Bourboulon
  - Productrice exécitive : Agnès Le Pont
- Musique : Nils Petter Molvær
- Chef opérateur : Christophe Offenstein
- Montage : Stan Collet
- Création des décors : Francis Guibet
- Création des costumes : Pascale Arrou
- Format : couleur - 2,35:1 - 35 mm
- Société de production : Little Bear
- Genre : drame
- Durée : 101 minutes
- Pays :  France
- Date de sortie : 
  - France : 2 novembre 2005

## Distribution
- François Berléand : Edy Saïovici
- Philippe Noiret : Louis
- Yves Verhoeven : l'inspecteur
- Laurent Bateau : le guignol
- Marion Cotillard : Céline / la chanteuse du rêve
- Pascale Arbillot : Catherine
- Sophie Nollet : Femme Pingeot
- Pascal Parmentier : le voisin énervé
- Cyrille Thouvenin : Antoine
- Nicolas Abraham : l'avocat
- Julien Lepers : lui-même
- Roger Souza
- Dominique Bettenfeld : le client du bar